# ФК „Преслав“ (Велики Преслав)
ФК „Преслав“ е български футболен клуб от град Велики Преслав. Основан е през 1964 г. под името „Борис Спиров“. През 1976/77 г. отстранява като домакин в 1 кръг Локомотив (Русе) и като гост във 2 кръг Раковски (Севлиево) също с 2:1, но на 1/32-финала отпада от Доростол (Силистра) с 0:2 като гост. През 1980 г. е преименуван на ФК „Преслав“. През 1994 г. се класира за Северната Б група, където завършва на 15 място. От 1999 г. до 2000 г. се нарича „Преслав-Л“, след това отново е преименуван ФК „Преслав“. Участва в Североизточната В група до 2003 г. Прекратява съществуването си преди началото на сезон 2003/04 г. поради липса на финансови средства. Възстановен е през 2006 г. Играе мачовете си на градския стадион, с капацитет 550 зрители. Основните цветове на клуба са жълто и зелено.В момента в отбора играят само цигани.

## Успехи
- 15 място в Северната Б група през 1994/95 г.
- 1/32-финалист за купата на страната през 1976/77 и 1984/85 г. (49 място)
- 1/32-финалист за Купата на Съветската армия през 1982/83 г.

## Известни футболисти
- Жечко Трендафилов
- Димитър Тотев
- Захари Димитров
- Ивайло Герчев
- Любомир Ангелов